# Anisogammarus schmidti
Anisogammarus schmidti är en kräftdjursart. Anisogammarus schmidti ingår i släktet Anisogammarus och familjen Anisogammaridae. Inga underarter finns listade i Catalogue of Life.